# ألان فولر
ألان فولر (بالإنجليزية: Alan Fowler)‏ هو فيزيائي أمريكي، ولد في 15 أكتوبر 1928 في دنفر في الولايات المتحدة.